# Resolució 1104 del Consell de Seguretat de les Nacions Unides
La Resolució 1104 del Consell de Seguretat de les Nacions Unides, adoptada per unanimitat el 8 d'abril de 1997 després de reafirmar les resolucions 808 (1993) i 827 (1993) i examinar les candidatures per als càrrecs de magistrats del Tribunal Penal Internacional per a l'antiga Iugoslàvia rebudes pel Secretari General Kofi Annan el 13 de març de 1997, el Consell va establir una llista de candidats en concordança a l'article 13 de l'Estatut del Tribunal Internacional.
La llista de nominats va ser la següent:
- Masoud Mohamed Al-Amri (Qatar)
- George Randolph Tissa Dias Bandaranayake (Sri Lanka)
- Antonio Cassese (Itàlia)
- Babiker Zain Elabideen Elbashir (Sudan)
- Saad Saood Jan (Pakistan)
- Claude Jorda (França)
- Adolphus Godwin Karibi-Whyte (Nigèria)
- Richard May|Richard George May (Regne Unit)
- Gabrielle Kirk McDonald (Estats Units)
- Florence Ndepele Mwachande Mumba (Zàmbia)
- Rafael Nieto Navia (Colòmbia)
- Daniel David Ntanda Nsereko (Uganda)
- Elizabeth Odio Benito (Costa Rica)
- Fouad Abdel-Moneim Riad (Egipte)
- Almiro Simtes Rodrigues (Portugal)
- Mohamed Shahabuddeen (Guyana)
- Jan Skupinski (Polònia)
- Wang Tieya (Xina)
- Lal Chand Vohrah (Malàisia)

11 dels 19 candidats serien escollits per a la Tribunal.